# Тимъти Снайдър
Тимъти Дейвид Снайдър (на английски: Timothy David Snyder) е американски историк.

## Биография
Роден е на 18 август 1969 година в Охайо. Завършва Университета „Браун“, а през 1997 година защитава докторат в Оксфордския университет. Преподава в Йейлския университет, Лондонското училище по икономика и Европейския колеж в Брюге. Работи главно в областта на най-новата история на Централна Европа и на Холокоста.